# Dobšiná
Dobšiná (tysk: Dobschau ; ungarsk: Dobsina ; Latin: Dobsinium) er en by i Slovakiske Malmbjerge (Slovakiske Erzgebirge) i Slovakiet, ved floden Slaná, nordvest for Košice .

## Geografi
Den ligger mellem Revúcka vrchovina og Volovské vrchy-bjergene i Karpaterne, syd for dalen Stratená, med floden Hnilec og omkranset på alle sider af bjerge. Den velkendte Dobšiná Ishulen (opdaget i 1870) i dalen og ligger i landsbyens område.